# Elena V. Pitjeva
Elena Vladimirovna Pitjeva é uma física teórica russa no Instituto de Astronomia Aplicada da Academia Russa de Ciências, San Petersburgo. Seu nome aparece em publicações como Elena Vladimirovna Pitjeva. É reconhecida por seu trabalho em efemérides e está atualmente na liderança do Laboratório de efemérides de astronomia do Instituto de Astronomia Aplicada. Pitieva é membro da União Astronômica Internacional Comissão 4: Efemérides.